# Collegium nautarum
Collegium nautarum desemna în latină o asociație de navigatori. În timpul stăpânirii romane, transportul cu ajutorul plutelor și al corăbiilor mici era practicat atât pe Dunăre, cât și pe râurile din interiorul Daciei. 
Un „colegiu al nautarilor” este atestat epigrafic la Viminacium, un altul, care reunea pe nautae universi Danubii, adică pe corăbierii care navigau pe toată Dunărea, este cunoscut la Axiopolis din Moesia Inferior, iar altul pe Mureș, la Apulum.